# Icimauna pallidipennis
Icimauna pallidipennis là một loài bọ cánh cứng trong họ Cerambycidae.